# Baltimore
Baltimore (wym. [ˈbɒltɪmɔr]) – miasto na wschodnim wybrzeżu Stanów Zjednoczonych, największe w stanie Maryland.
Leży około 60 km od Waszyngtonu i tworzy z nim jeden obszar metropolitalny. Jest miastem niezależnym, a więc nie wchodzi w skład żadnego hrabstwa. Zgodnie z prawem stanu Maryland posiada status identyczny jak hrabstwo dla celów statystycznych – Państwowy Urząd Statystyczny (ang.: US Census Bureau) uznaje hrabstwo za podstawę obliczeń i dlatego traktuje Baltimore na zasadzie równości z hrabstwem.
Baltimore jest tradycyjnie ostoją Partii Demokratycznej od ponad 150 lat. Członkami Partii Demokratycznej było dwoje wieloletnich senatorów stanu Maryland – Barbara Mikulski i Paul Sarbanes, pochodzących i zamieszkałych w Baltimore.
W mieście funkcjonuje zespół baseballowy Baltimore Orioles.

## Dane ogólne
Baltimore jest jednym z dwudziestu największych miast Stanów Zjednoczonych, posiada 3 uniwersytety, bazę marynarki wojennej, liczne muzea, galerię sztuki, domy i kościoły z XVIII i XIX w. Dumą miasta jest zacumowany w Porcie Wewnętrznym USS Constelation – ostatni zwodowany (1854) żaglowy okręt Stanów Zjednoczonych.

## Historia
W XVII wieku kilka miast o nazwie Baltimore założono nad brzegami zatoki Chesapeake. Obecne miasto powstało w lipcu 1729, a nazwę swą wzięło od Lorda Baltimore, ówczesnego gubernatora Prowincji Maryland. Do końca XVIII wieku miasto utrzymywało się ze składu towarów dla i z produkujących cukier wysp Morza Karaibskiego.
W czasie wojny brytyjsko-amerykańskiej w 1812 roku Brytyjczycy, nazywający Baltimore „gniazdem piratów” kilkakrotnie atakowali nadbrzeżny fort McHenry, ale wszystkie ich szturmy zostały odparte, a po śmierci dowódcy, generała Rossa, wycofali się. Bitwa morska, jaka się wówczas wywiązała, została po raz pierwszy w dziejach Stanów Zjednoczonych wygrana, co zainspirowało poetę Francisa Scotta Key do napisania wiersza „The Star-Spangled Banner” (Gwiaździsty Sztandar), który stał się później tekstem hymnu narodowego Stanów Zjednoczonych. Bitwa ta uwieczniona została pomnikiem wzniesionym w centrum miasta, z której to przyczyny prezydent John Quincy Adams nadał w 1827 Baltimore przydomek „Miasta Pomnika” (ang. Monument City).
W 1851 roku miasto Baltimore zostało wydzielone z hrabstwa Baltimore jako osobna jednostka samorządowa równoważna hrabstwu.
Przed wojną secesyjną Maryland był stanem niewolniczym. W czasie wojny, aczkolwiek oficjalnie należący do Unii, uznawał dawny ustrój, a w mieście przeważały nastroje prokonfederackie. 19 kwietnia 1861 do miasta wkroczył, 6. pułk Massachusetts, który był w drodze do Waszyngtonu. Baltimore nie przecinała linia kolejowa, więc żołnierze musieli się wyładować na wschodniej stacji, przejść przez miasto i ponownie załadować na pociąg do stolicy. Mieszkańcy Baltimore zaatakowali tylne kompanie cegłami, kamieniami z bruku i pistoletami. Żołnierze odpowiedzieli ogniem. W wyniku zamieszek zginęło, czterech żołnierzy i dwunastu mieszkańców.
W lutym 1904 w Baltimore wybuchł gwałtowny pożar, który strawił w ciągu 30 godzin ponad tysiąc pięćset budynków. Ogień pojawił się 7 lutego w centrum dzielnicy handlowej w pomieszczeniach hurtowni towarów sypkich i błyskawicznie objął sąsiednie zabudowania. Z żywiołem walczyło 1231 strażaków. Ostatnie ogniska pożaru dogaszono 8 lutego. Nie odnotowano ofiar śmiertelnych. Całkowitej zagładzie uległo ponad 1300 budynków, w których zlokalizowanych było ok. 2,5 tys. zakładów przemysłowych, sklepów i banków. Zniszczeniu uległa też historyczna zabudowa miasta z 1730 roku. Straty materialne oceniono na 80 milionów dolarów. Był to największy pożar miasta w Stanach Zjednoczonych od czasu wielkiego pożaru Chicago w 1871 roku. Ówczesny burmistrz miasta odmówił przyjęcia pomocy z zewnątrz, mówiąc: „Baltimore will take care of its own, thank you!” (Baltimore da sobie samo radę, dziękujemy). W ciągu dwóch lat nie było już śladu po tej katastrofie.
W 1950 Baltimore osiągnęło rekordową – 950 tys. – liczbę mieszkańców (6. miejsce wśród największych miast Stanów Zjednoczonych), za Detroit i przed Cleveland, ale w następnym półwieczu straciło ponad 300 tysięcy mieszkańców (głównie na rzecz przedmieść).
18 lipca 2001 w wyniku wykolejenia się pociągu z chemikaliami w tunelu pod centrum miasta wybuchł groźny pożar, który sparaliżował całe miasto. Strażacy walczyli z ogniem 9 dni i wprawdzie ugasili go, ale zalali niżej położone ulice centrum, a chemikalia zmieszane z wodą spłynęły do systemu kanalizacyjnego. W 3 tygodnie później w obrębie centrum miasta wyleciały w powietrze pokrywy studzienek ściekowych, bowiem gromadzące się gazy spowodowały eksplozję. Ofiar w ludziach nie było.
W 2003 miasto padło ofiarą huraganu Isabel, który spiętrzył wody zatoki do siedmiu metrów, co spowodowało zalanie portu i okolicznych dzielnic.
26 marca 2024 ok. godz. 1:30 czasu lokalnego w filar mostu Francis Scott Key Bridge na rzece Patapsco uderzył kontenerowiec, co doprowadziło do zawalenia się konstrukcji.

## Demografia
Baltimore było drugim po Nowym Jorku miastem w Stanach Zjednoczonych, które osiągnęło liczbę 100 tys. mieszkańców. Od 1820 do 1850 roku, według spisów ludności Stanów Zjednoczonych, Baltimore było drugim najbardziej zaludnionym miastem w tym państwie zanim w 1860 roku wyprzedziła je Filadelfia. Było to jedno z 10 miast o największej populacji w Stanach Zjednoczonych w każdym spisie powszechnym – aż do spisu z 1980 r., a po II wojnie światowej liczyło ponad 900 tys. mieszkańców.
Rozwój demograficzny miasta przedstawia poniższe zestawienie.

- 1790 – 13 503
- 1800 – 26 514
- 1810 – 46 555
- 1820 – 62 738
- 1830 – 80 620
- 1840 – 102 313
- 1850 – 169 054
- 1860 – 212 418
- 1870 – 267 354
- 1880 – 332 313
- 1890 – 434 439
- 1900 – 508 957
- 1910 – 558 485
- 1920 – 733 826
- 1930 – 804 874
- 1940 – 859 100
- 1950 – 949 708
- 1960 – 939 024
- 1970 – 905 759
- 1980 – 786 775
- 1990 – 736 014
- 2000 – 651 154

## Gospodarka
Baltimore jest jednym z najbardziej uprzemysłowionych obszarów Stanów Zjednoczonych. W mieście zlokalizowany jest przemysł lotniczy, elektromaszynowy, chemiczny, stoczniowy i hutniczy. Port Baltimore, położony w głębi zatoki Chesapeake należy do najbezpieczniejszych w Stanach Zjednoczonych. Przed huraganami chroni go obszerny półwysep Delmarva, podzielony pomiędzy stany Delaware, Maryland i Wirginia (stąd nazwa – Del-Mar-Va), zaś przed mroźnymi wiatrami z północy łańcuch Appalachów.

## Religia

### Wyznanie rzymskokatolickie
- Siedziba archidiecezji Baltimore
- Parafia Matki Bożej Różańcowej w Baltimore
- Bazylika Wniebowzięcia Najświętszej Maryi Panny w Baltimore

## Współpraca[13][14]
- Aleksandria
- Luksor
- Aszkelon
- Bremerhaven
- Gbarnga
- Genua
- Kawasaki
- Odessa
- Pireus
- Rotterdam
- Xiamen

## Miasta partnerskie
- Liberia: Gbarnga
- Włochy: Genua
- Japonia: Kawasaki
- Egipt: Luksor
- Ukraina: Odessa
- Grecja: Pireus
- Holandia: Rotterdam
- Chiny: Xiamen
- Egipt: Aleksandria
- Izrael: Aszkelon
- Niemcy: Bremerhaven[15],